# Tsangaráda
Tsangaráda, en grec moderne : Τσαγκαράδα, est un village du dème de Zagorá-Mourési, district régional de Magnésie, en Thessalie, Grèce.
Selon le recensement de 2011, la population du village compte 525 habitants.